# Gabriel V d'Alexandrie (Copte)
Gabriel V d'Alexandrie (Copte), est un patriarche copte d'Alexandrie  du 4 juillet 1408 au 31 janvier 1427 ou du 21 avril 1409 au 4 janvier 1428.

## Contexte
Si le patriarche Gabriel V meurt effectivement le 31 janvier 1427 il est brièvement suivi dans la succession patriarcale par un certain Michel (IV), un intrus du 12 mars 1427 à mai 1427.